# Cette fois
„Cette fois” – singel francuskiej piosenkarki Mélissy M.

## Lista utworów
- CD singel (13 lutego 2008)[1]

1. „Cette fois” – 3:15
2. „Jenny” – 4:13

## Notowania na listach przebojów
| Kraj    | Lista (2008)    | Najwyższa pozycja |
| ------- | --------------- | ----------------- |
| Francja | Top 100 Singles | 4                 |